# Aberdeen (Misisipi)
Aberdeen es una ciudad del Condado de Monroe, Misisipi, Estados Unidos. Según el censo de 2000 tenía una población de 6.415 habitantes.

## Demografía
Según el censo de 2000, había 6.415 personas, 2.398 hogares y 1.661 familias residiendo en la localidad. La densidad de población era de 231,3 hab./km². Había 2.730 viviendas con una densidad media de 98,4 viviendas/km². El 38,78% de los habitantes eran blancos, el 60,20% afroamericanos, el 0,09% amerindios, el 0,39% asiáticos, el 0,05% isleños del Pacífico, el 0,06% de otras razas y el 0,42% pertenecía a dos o más razas. El 0,56% de la población eran hispanos o latinos de cualquier raza.
Según el censo, de los 2.398 hogares en el 36,3% había menores de 18 años, el 35,8% pertenecía a parejas casadas, el 29,9% tenía a una mujer como cabeza de familia, y el 30,7% no eran familias. El 27,6% de los hogares estaba compuesto por un único individuo, y el 13,6% pertenecía a alguien mayor de 65 años viviendo solo. El tamaño promedio de los hogares era de 2,58 personas, y el de las familias de 3,14.
La población estaba distribuida en un 29,8% de habitantes menores de 18 años, un 8,8% entre 18 y 24 años, un 25,7% de 25 a 44, un 19,8% de 45 a 64, y un 15,9% de 65 años o mayores. La media de edad era 34 años. Por cada 100 mujeres había 78,8 hombres. Por cada 100 mujeres de 18 años o más, había 69,7 hombres.
Los ingresos medios por hogar en la localidad eran de 23.530 dólares ($), y los ingresos medios por familia eran 27.611 $. Los hombres tenían unos ingresos medios de 27.857 $ frente a los 17.090 $ para las mujeres. La renta per cápita para la ciudad era de 11.584 $. El 29,6% de la población y el 26,3% de las familias estaban por debajo del umbral de pobreza. El 42,2% de los menores de 18 años y el 26,7% de los habitantes de 65 años o más vivían por debajo del umbral de pobreza.

## Geografía
Según la Oficina del Censo de los Estados Unidos, Aberdeen tiene un área total de 28,4 km² de los cuales 27,7 km² corresponden a tierra firme y 0,6 km² a agua. El porcentaje total de superficie con agua es 2,19%.

## Historia
En 1540 los miembros de la expedición de Hernando de Soto fueron los primeros europeos en viajar a través de Aberdeen.
Aberdeen fue establecida en 1834 y registrada como pueblo en 1837. En 1849, se convirtió en sde del Condado de Monroe cuando este se formó.
Hiram Revels, el primer afroamericano en ser Senador de los Estados Unidos, murió el 16 de enero de 1901, durante una conferencia en una iglesia de Aberdeen.
Aberdeen tenía una población de 3,708 en 1910. Su población aumentó a 5,920 en 1950. Su población en 1980 era de 7,184.

## Aberdeen en la cultura popular
La ciudad de Aberdeen es el foco del programa Hometown Renovation, de la cadena HGTV. En él, el maquillista y diseñador Billy Brasfield, natural de Aberdeen, rediseña y renueva casas y sitios de interés de la ciudad.